# Bergera koenigii

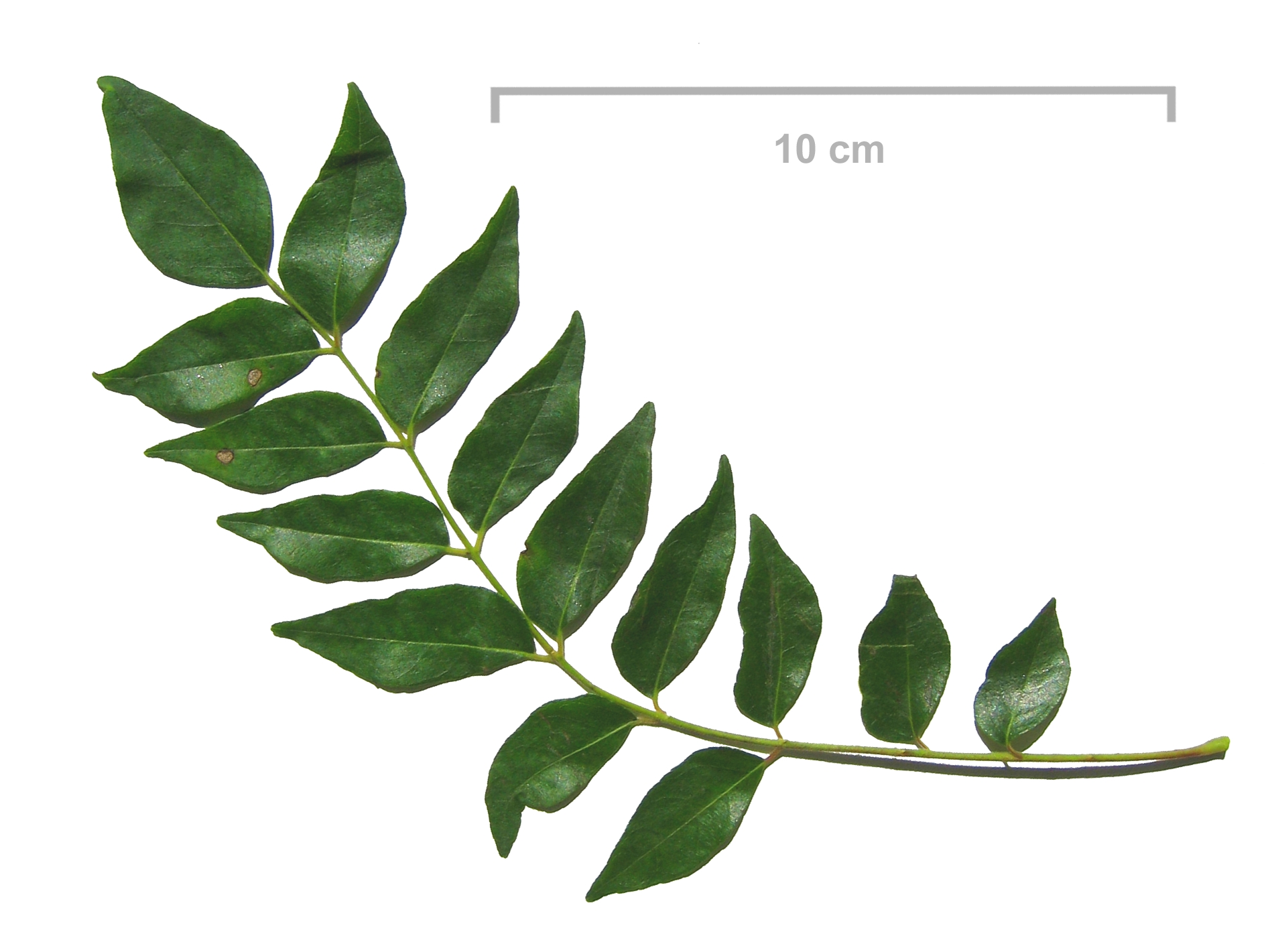
Liść

Bergera koenigii – gatunek krzewu z rodziny rutowatych. Występuje w południowej Azji, na wyspie Cejlon, w Indiach.

## Systematyka
Gatunek ten zaliczany był do rodzaju Murraya pod nazwą Murraya koenigii (L.) Spreng. (polska nazwa: murraja Koeniga) lub do rodzaju Chalcas pod nazwą Chalcas koenigii (L.) Kurz. Według nowszych ujęć taksonomicznych przeniesiony został do rodzaju Bergera i ma nazwę Bergera koenigii L.

## Zastosowanie

### Kulinaria (liść curry)

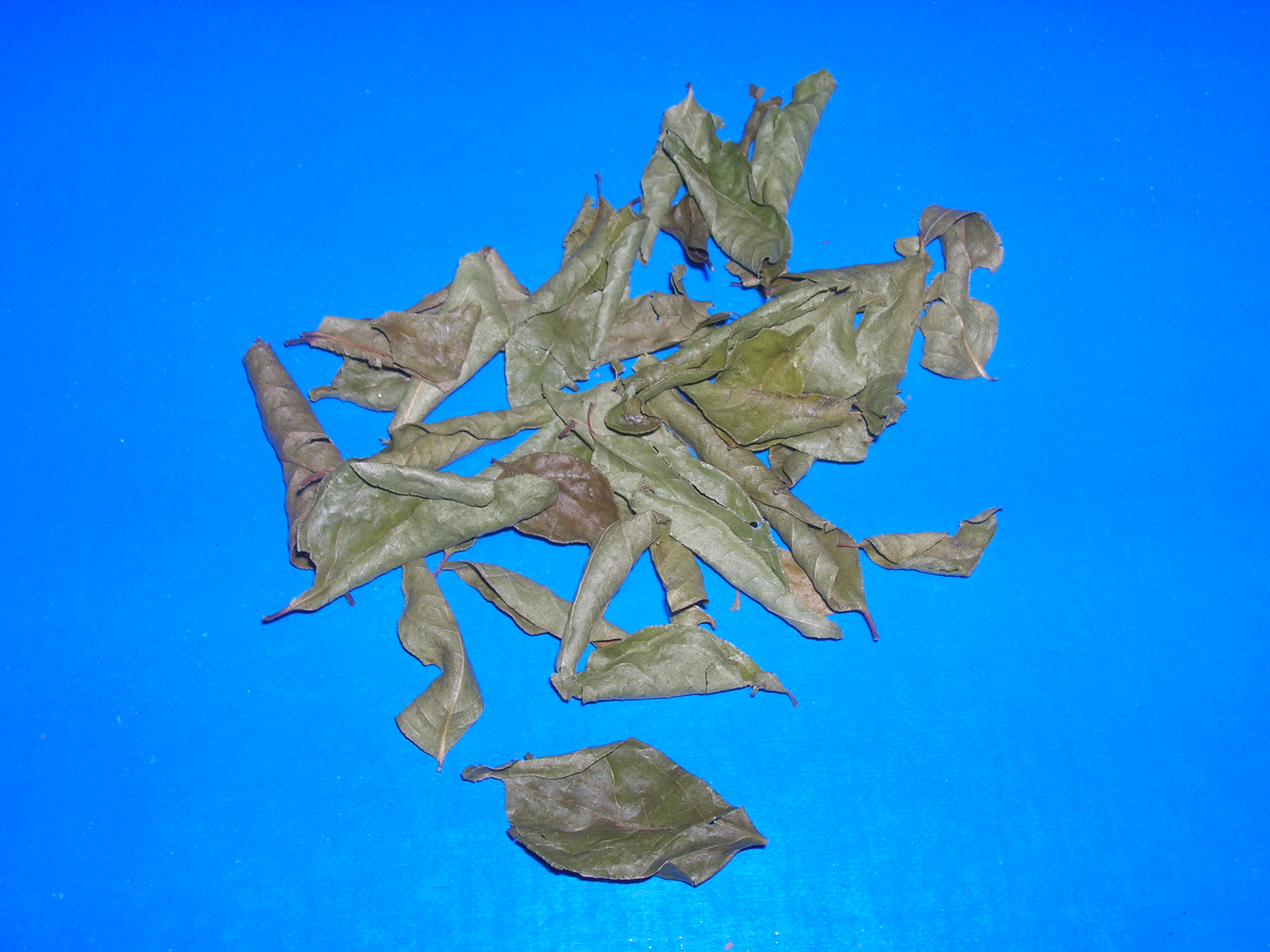
Suszone liście curry

W Indiach roślina ta jest określana potocznie po angielsku jako curry leaf tree, gdyż jej liście są używane jako przyprawa (pod nazwą „liście curry”) i wbrew zbieżności nazw nie stanowią koniecznego składnika mieszanki przypraw curry. Liście curry często są składnikiem potrawy curry. Przyprawę można nabyć w postaci sproszkowanych lub całych liści. Ich nazwa (w hindi kari patta) pochodzi od tamilskiego słowa kar-ivep-illai, czyli „liście czarnego nimu”, samo słowo kari pochodzi w tym przypadku od tamilskiego karuppu „czarny”. Nazwa zaś potrawy i używanej doń mieszanki przypraw pochodzi zaś od tamilskiego słowa kari („warzywa”).

### Roślina lecznicza
Używanie liści curry może przyczyniać się do obniżenia poziomu cholesterolu we krwi. W lecznictwie ludowym liście używane są jako lek przeciw schorzeniom żołądka oraz jako środek wzmacniający.